# Cantó de Jaligny-sur-Besbre
El cantó de Jaligny-sur-Besbre és un cantó francès del departament de l'Alier, situat al districte de Vichèi. Té 12 municipis i part del de Jaligny-sur-Besbre.

## Municipis
- Bert
- Châtelperron
- Chavroches
- Cindré
- Jaligny-sur-Besbre
- Liernolles
- Saint-Léon
- Sorbier
- Thionne
- Treteau
- Trézelles
- Varennes-sur-Tèche

## Història
| Data d'elecció                           | Identitat          | Partit           | Qualitat |
| ---------------------------------------- | ------------------ | ---------------- | -------- |
| 1945-1949                                | Jean Guéret        | PCF              |          |
| 1949-1989                                | Pierre Gonard      | SFIO, després PS |          |
| 1989-2004                                | Marcel Achard      | PS               |          |
| 2004-                                    | Jean-Paul Cherasse | PS               |          |
| les dades anteriors no són pas conegudes |                    |                  |          |
|                                          |                    |                  |          |

## Demografia
| 1962  | 1968  | 1975  | 1982  | 1990  | 1999  | 2007  |
| ----- | ----- | ----- | ----- | ----- | ----- | ----- |
| 6.224 | 6.664 | 5.914 | 5.310 | 4.736 | 4.375 | 4.292 |